# Georgiacetus
Georgiacetus ("ballena" de Georgia) es un género extinto de cetáceos arqueocetos del Eoceno medio de lo que ahora es el Sur de los Estados Unidos. Poseía una cola muy primitiva, sin aleta caudal. También tenía patas y brazos considerables, parece que bien adaptados a la natación, pero inútiles para caminar en tierra. Medía unos 3 metros de largo y un peso de 200 a 400 kg.
Georgiacetus es un protocétido más bien avanzado, que probablemente existió desde final del Lutetiano, hasta principios de Bartoniense (hace unos 40 millones de años), justo antes de la aparición de los basilosauridos a finales del Bartoniano (hace unos 35 millones de años).

## Características
Georgiacetus tenía un rostro alargado, lo que eventualmente representaba una ventaja pues le facilitaba los movimientos ágiles laterales de la cabeza, que requería un animal consumidor de peces para capturarlos. La cresta sagital es alta y robusta, mientras que la fosa del masetero sobre la cara lateral de la mandíbula era incipiente. Estas características indican que los músculos primarios de los maxilares eran elementos superficiales del músculo temporal (eran animales mordedores, no masticadores). Esto es compatible con un estilo de alimentación de «atrapa y traga» con poca o ninguna masticación. Esta impresión se confirma por la dentición simple de forma cónica, con facetas verticales de desgaste.
Este animal evidente prefería presas grandes y activas. Esto puede deducirse por el reforzamiento de los huesos del rostro, la enorme fosa temporal (para los músculos temporales), y la presencia de un número pequeño de dientes grandes y relativamente romos, con muestras de desgaste en las puntas.

## Locomoción
Como todas las ballenas primitivas, las vértebras cervicales eran cortas y el cuello tenía muy poca modalidad. Su cabeza estaba firmemente apuntalada al resto del cuerpo, lo que le daba más fuerza y forma hidrodinámica. Sin embargo, las vértebras torácicas aún poseían las espinas largas de las formas primitivas, sugiriendo que los miembros anteriores, desempeñaban un papel importante para impulsarse dentro del medio acuático. La vértebras lumbares no eran tan alargadas como las de los basilosaurios, pero es claro que tenían esa tendencia. La pelvis no se articulaba con la espina dorsal a través de ninguna unión ósea. No obstante el fémur era relativamente largo y se articulaba con un acetábulo funcional y bien formado. Por ello es probable que mantuviera alguna función en la locomoción. los elementos de la cola se desconocen, pero los miembros traseros parecían demasiado pequeños para impulsar al animal de manera efectiva. Presumiblemente la cola desempeñaba una función importante en la locomoción, pero el papel exacto es desconocido.